# Unieżma (stacja kolejowa)
Unieżma (ros. Унежма) – stacja kolejowa w miejscowości Unieżma, w rejonie oneskim, w obwodzie archangielskim, w Rosji. Położona jest na linii Biełomorsk – Obozierskij.
Jest to pierwsza stacja kolejowa na linii zarządzana przez Kolej Północną i pierwsza położona w obwodzie archangielskim.